# Abborrtjärnen (Burträsks socken, Västerbotten, 716464-169809)
Abborrtjärnen är en sjö i Skellefteå kommun i Västerbotten och ingår i Rickleåns huvudavrinningsområde.